# Đội tuyển bóng đá U-23 quốc gia Malaysia
Đội tuyển bóng đá U-23 quốc gia Malaysia (tiếng Mã Lai: Pasukan bola sepak kebangsaan bawah-23 Malaysia), còn được gọi là đội tuyển bóng đá Olympic Malaysia, là đội tuyển quốc gia dưới 23 tuổi đại diện cho Malaysia tại Thế vận hội, Đại hội Thể thao châu Á, Đại hội Thể thao Đông Nam Á và các giải đấu bóng đá U-23 quốc tế khác, bao gồm cúp bóng đá U-23 châu Á.
Đội tuyển được quản lý bởi Hiệp hội bóng đá Malaysia (FAM). Đội từng giành huy chương vàng Đại hội Thể thao Đông Nam Á 2009 và 2011. Ngoài ra, đội còn lọt vào tứ kết giải vô địch bóng đá U-23 châu Á 2018 ngay trong lần đầu tham dự.

## Thành tích tại các giải đấu

### Thế vận hội
| Thế vận hội | Thế vận hội              | Thế vận hội              | Thế vận hội              | Thế vận hội              | Thế vận hội              | Thế vận hội              | Thế vận hội              | Thế vận hội              |
| Năm         | Kết quả                  | Vị trí                   | ST                       | T                        | H*                       | B                        | BT                       | BB                       |
| ----------- | ------------------------ | ------------------------ | ------------------------ | ------------------------ | ------------------------ | ------------------------ | ------------------------ | ------------------------ |
| 1992        | Không vượt qua vòng loại | Không vượt qua vòng loại | Không vượt qua vòng loại | Không vượt qua vòng loại | Không vượt qua vòng loại | Không vượt qua vòng loại | Không vượt qua vòng loại | Không vượt qua vòng loại |
| 1996        | Không vượt qua vòng loại | Không vượt qua vòng loại | Không vượt qua vòng loại | Không vượt qua vòng loại | Không vượt qua vòng loại | Không vượt qua vòng loại | Không vượt qua vòng loại | Không vượt qua vòng loại |
| 2000        | Không vượt qua vòng loại | Không vượt qua vòng loại | Không vượt qua vòng loại | Không vượt qua vòng loại | Không vượt qua vòng loại | Không vượt qua vòng loại | Không vượt qua vòng loại | Không vượt qua vòng loại |
| 2004        | Không vượt qua vòng loại | Không vượt qua vòng loại | Không vượt qua vòng loại | Không vượt qua vòng loại | Không vượt qua vòng loại | Không vượt qua vòng loại | Không vượt qua vòng loại | Không vượt qua vòng loại |
| 2008        | Không vượt qua vòng loại | Không vượt qua vòng loại | Không vượt qua vòng loại | Không vượt qua vòng loại | Không vượt qua vòng loại | Không vượt qua vòng loại | Không vượt qua vòng loại | Không vượt qua vòng loại |
| 2012        | Không vượt qua vòng loại | Không vượt qua vòng loại | Không vượt qua vòng loại | Không vượt qua vòng loại | Không vượt qua vòng loại | Không vượt qua vòng loại | Không vượt qua vòng loại | Không vượt qua vòng loại |
| 2016        | Không vượt qua vòng loại | Không vượt qua vòng loại | Không vượt qua vòng loại | Không vượt qua vòng loại | Không vượt qua vòng loại | Không vượt qua vòng loại | Không vượt qua vòng loại | Không vượt qua vòng loại |
| 2020        | Không vượt qua vòng loại | Không vượt qua vòng loại | Không vượt qua vòng loại | Không vượt qua vòng loại | Không vượt qua vòng loại | Không vượt qua vòng loại | Không vượt qua vòng loại | Không vượt qua vòng loại |
| 2024        | Không vượt qua vòng loại | Không vượt qua vòng loại | Không vượt qua vòng loại | Không vượt qua vòng loại | Không vượt qua vòng loại | Không vượt qua vòng loại | Không vượt qua vòng loại | Không vượt qua vòng loại |
| 2028        | Chưa xác định            | Chưa xác định            | Chưa xác định            | Chưa xác định            | Chưa xác định            | Chưa xác định            | Chưa xác định            | Chưa xác định            |
| 2032        | Chưa xác định            | Chưa xác định            | Chưa xác định            | Chưa xác định            | Chưa xác định            | Chưa xác định            | Chưa xác định            | Chưa xác định            |
| Tổng số     | Tốt nhất:                | 0/8                      | 0                        | 0                        | 0                        | 0                        | 0                        | 0                        |

Ghi chú
- Kể từ năm 1992, bóng đá tại Thế vận hội Mùa hè thay đổi thành giải đấu U-23.

### Đại hội Thể thao châu Á
| Đại hội Thể thao châu Á | Đại hội Thể thao châu Á | Đại hội Thể thao châu Á | Đại hội Thể thao châu Á | Đại hội Thể thao châu Á | Đại hội Thể thao châu Á | Đại hội Thể thao châu Á | Đại hội Thể thao châu Á | Đại hội Thể thao châu Á |
| Năm                     | Kết quả                 | Vị trí                  | ST                      | T                       | H*                      | B                       | BT                      | BB                      |
| ----------------------- | ----------------------- | ----------------------- | ----------------------- | ----------------------- | ----------------------- | ----------------------- | ----------------------- | ----------------------- |
| 2002                    | Vòng bảng               | 17/24                   | 3                       | 1                       | 0                       | 2                       | 3                       | 6                       |
| 2006                    | Vòng bảng               | 30/32                   | 3                       | 0                       | 0                       | 3                       | 2                       | 10                      |
| 2010                    | Vòng 16 đội             | 14/24                   | 4                       | 1                       | 0                       | 3                       | 3                       | 9                       |
| 2014                    | Vòng bảng               | 19/29                   | 3                       | 1                       | 0                       | 2                       | 4                       | 6                       |
| 2018                    | Vòng 16 đội             | 12/25                   | 4                       | 2                       | 0                       | 2                       | 7                       | 6                       |
| 2022                    | Không tham dự           | Không tham dự           | Không tham dự           | Không tham dự           | Không tham dự           | Không tham dự           | Không tham dự           | Không tham dự           |
| Tổng số                 | Vòng 16 đội             | 12/25                   | 17                      | 5                       | 0                       | 12                      | 19                      | 37                      |

Ghi chú
- Kể từ năm 2002, bóng đá tại Đại hội Thể thao châu Á thay đổi thành giải đấu U-23.
- *: Biểu thị các trận hòa bao gồm các trận đấu vòng đấu loại trực tiếp được quyết định trên loạt sút luân lưu.

### Cúp bóng đá U-23 châu Á
| Cúp bóng đá U-23 châu Á | Cúp bóng đá U-23 châu Á  | Cúp bóng đá U-23 châu Á  | Cúp bóng đá U-23 châu Á  | Cúp bóng đá U-23 châu Á  | Cúp bóng đá U-23 châu Á  | Cúp bóng đá U-23 châu Á  | Cúp bóng đá U-23 châu Á  | Cúp bóng đá U-23 châu Á  |               | Vòng loại     | Vòng loại     | Vòng loại     | Vòng loại     | Vòng loại     | Vòng loại |
| Năm                     | Kết quả                  | Vị trí                   | ST                       | T                        | H                        | B                        | BT                       | BB                       | ST            | T             | H             | B             | BT            | BB            |           |
| ----------------------- | ------------------------ | ------------------------ | ------------------------ | ------------------------ | ------------------------ | ------------------------ | ------------------------ | ------------------------ | ------------- | ------------- | ------------- | ------------- | ------------- | ------------- | --------- |
| 2013                    | Không vượt qua vòng loại | Không vượt qua vòng loại | Không vượt qua vòng loại | Không vượt qua vòng loại | Không vượt qua vòng loại | Không vượt qua vòng loại | Không vượt qua vòng loại | Không vượt qua vòng loại | 5             | 3             | 0             | 2             | 17            | 7             |           |
| 2016                    | Không vượt qua vòng loại | Không vượt qua vòng loại | Không vượt qua vòng loại | Không vượt qua vòng loại | Không vượt qua vòng loại | Không vượt qua vòng loại | Không vượt qua vòng loại | Không vượt qua vòng loại | 3             | 1             | 0             | 2             | 3             | 3             |           |
| 2018                    | Tứ kết                   | 8/16                     | 4                        | 1                        | 1                        | 2                        | 4                        | 7                        | 3             | 2             | 0             | 1             | 5             | 3             |           |
| 2020                    | Không vượt qua vòng loại | Không vượt qua vòng loại | Không vượt qua vòng loại | Không vượt qua vòng loại | Không vượt qua vòng loại | Không vượt qua vòng loại | Không vượt qua vòng loại | Không vượt qua vòng loại | 3             | 2             | 1             | 0             | 6             | 2             |           |
| 2022                    | Vòng bảng                | 15/16                    | 3                        | 0                        | 0                        | 3                        | 1                        | 9                        | 3             | 2             | 1             | 0             | 2             | 0             |           |
| 2024                    | Vòng bảng                | 16/16                    | 3                        | 0                        | 0                        | 3                        | 1                        | 6                        | 3             | 2             | 0             | 1             | 6             | 1             |           |
| 2026                    | Chưa xác định            | Chưa xác định            | Chưa xác định            | Chưa xác định            | Chưa xác định            | Chưa xác định            | Chưa xác định            | Chưa xác định            | Chưa xác định | Chưa xác định | Chưa xác định | Chưa xác định | Chưa xác định | Chưa xác định |           |
| Tổng cộng               | Tứ kết                   | 8/16                     | 10                       | 1                        | 1                        | 8                        | 6                        | 22                       | 20            | 12            | 2             | 6             | 26            | 16            |           |

Ghi chú

- U-22 năm 2012, U-23 kể từ vòng loại năm 2015.

### Đại hội Thể thao Đông Nam Á
| Đại hội Thể thao Đông Nam Á | Đại hội Thể thao Đông Nam Á | Đại hội Thể thao Đông Nam Á | Đại hội Thể thao Đông Nam Á | Đại hội Thể thao Đông Nam Á | Đại hội Thể thao Đông Nam Á | Đại hội Thể thao Đông Nam Á | Đại hội Thể thao Đông Nam Á | Đại hội Thể thao Đông Nam Á |
| Năm                         | Vòng                        | Vị trí                      | ST                          | T                           | H*                          | B                           | BT                          | BB                          |
| --------------------------- | --------------------------- | --------------------------- | --------------------------- | --------------------------- | --------------------------- | --------------------------- | --------------------------- | --------------------------- |
| 2001                        | Bạc                         | 2/9                         | 5                           | 4                           | 0                           | 1                           | 10                          | 2                           |
| 2003                        | Đồng                        | 3/8                         | 5                           | 3                           | 1                           | 1                           | 17                          | 8                           |
| 2005                        | Đồng                        | 3/9                         | 5                           | 3                           | 0                           | 2                           | 12                          | 6                           |
| 2007                        | Vòng bảng                   | 5/8                         | 3                           | 1                           | 1                           | 1                           | 6                           | 4                           |
| 2009                        | Vàng                        | 1/9                         | 6                           | 5                           | 0                           | 1                           | 22                          | 5                           |
| 2011                        | Vàng                        | 1/11                        | 6                           | 4                           | 2                           | 0                           | 9                           | 3                           |
| 2013                        | Hạng tư                     | 4/10                        | 6                           | 3                           | 2                           | 1                           | 11                          | 6                           |
| 2015                        | Vòng bảng                   | 5/11                        | 5                           | 3                           | 0                           | 2                           | 7                           | 7                           |
| 20171                       | Bạc                         | 2/11                        | 6                           | 5                           | 0                           | 1                           | 11                          | 5                           |
| 2019                        | Vòng bảng                   | 8/11                        | 4                           | 1                           | 1                           | 2                           | 6                           | 5                           |
| 2021                        | Hạng tư                     | 4/10                        | 4                           | 2                           | 2                           | 0                           | 10                          | 8                           |
| 2023                        | Vòng bảng                   | 5/10                        | 4                           | 2                           | 0                           | 2                           | 13                          | 5                           |
| Tổng cộng                   | Vô địch                     | 12/12                       | 61                          | 36                          | 10                          | 15                          | 134                         | 64                          |

Ghi chú
- 1: Đội tuyển U-22 quốc gia được thi đấu tại kỳ năm 2017.
- *: Biểu thị các trận hòa bao gồm các trận đấu vòng đấu loại trực tiếp được quyết định trên loạt sút luân lưu.
- **: Viền màu đỏ chỉ ra giải đấu được tổ chức trên sân nhà.

*Trận thắng trên loạt sút luân lưu.
**Trận thua trên loạt sút luân lưu.

### Giải vô địch bóng đá U-23 Đông Nam Á
| Giải vô địch bóng đá U-23 Đông Nam Á | Giải vô địch bóng đá U-23 Đông Nam Á | Giải vô địch bóng đá U-23 Đông Nam Á | Giải vô địch bóng đá U-23 Đông Nam Á | Giải vô địch bóng đá U-23 Đông Nam Á | Giải vô địch bóng đá U-23 Đông Nam Á | Giải vô địch bóng đá U-23 Đông Nam Á | Giải vô địch bóng đá U-23 Đông Nam Á |
| Năm                                  | Vòng                                 | ST                                   | T                                    | H*                                   | B                                    | BT                                   | BB                                   |
| ------------------------------------ | ------------------------------------ | ------------------------------------ | ------------------------------------ | ------------------------------------ | ------------------------------------ | ------------------------------------ | ------------------------------------ |
| 2005                                 | Hạng tư                              | 5                                    | 2                                    | 2                                    | 1                                    | 7                                    | 10                                   |
| 2011                                 | Bị hủy bỏ                            | Bị hủy bỏ                            | Bị hủy bỏ                            | Bị hủy bỏ                            | Bị hủy bỏ                            | Bị hủy bỏ                            | Bị hủy bỏ                            |
| 2019                                 | Vòng bảng                            | 3                                    | 1                                    | 1                                    | 1                                    | 3                                    | 3                                    |
| 2022                                 | Vòng bảng                            | 2                                    | 0                                    | 0                                    | 2                                    | 1                                    | 2                                    |
| 2023                                 | Hạng Tư                              | 4                                    | 2                                    | 0                                    | 2                                    | 6                                    | 6                                    |
| 2025                                 | Vòng bảng                            | 3                                    | 1                                    | 1                                    | 1                                    | 7                                    | 3                                    |
| Tổng số                              | Tốt nhất: Hạng tư                    | 17                                   | 6                                    | 4                                    | 7                                    | 24                                   | 24                                   |

Ghi chú
- *: Biểu thị các trận hòa bao gồm các trận đấu vòng đấu loại trực tiếp được quyết định trên loạt sút luân lưu.
  - U-22 vào năm 2019, U-23 năm 2005 và 2022

### Đại hội Thể thao Sinh viên Mùa hè thế giới
| Đại hội Thể thao Sinh viên Mùa hè thế giới | Đại hội Thể thao Sinh viên Mùa hè thế giới | Đại hội Thể thao Sinh viên Mùa hè thế giới | Đại hội Thể thao Sinh viên Mùa hè thế giới | Đại hội Thể thao Sinh viên Mùa hè thế giới | Đại hội Thể thao Sinh viên Mùa hè thế giới | Đại hội Thể thao Sinh viên Mùa hè thế giới | Đại hội Thể thao Sinh viên Mùa hè thế giới | Đại hội Thể thao Sinh viên Mùa hè thế giới |
| Năm                                        | Vòng                                       | Vị trí                                     | ST                                         | T                                          | H*                                         | B                                          | BT                                         | BB                                         |
| ------------------------------------------ | ------------------------------------------ | ------------------------------------------ | ------------------------------------------ | ------------------------------------------ | ------------------------------------------ | ------------------------------------------ | ------------------------------------------ | ------------------------------------------ |
| 2013                                       | Hạng 8                                     | 8/15                                       | 5                                          | 1                                          | 1                                          | 3                                          | 4                                          | 10                                         |
| Tổng số                                    | Tốt nhất: Hạng 8                           | 1/1                                        | 5                                          | 1                                          | 1                                          | 3                                          | 4                                          | 10                                         |

Ghi chú
- Trong kỳ năm 2013, Malaysia gửi đội tuyển U-23.
- *: Biểu thị các trận hòa bao gồm các trận đấu vòng đấu loại trực tiếp được quyết định trên loạt sút luân lưu.

## Ban huấn luyện
| Vị trí                   | Tên                   | Quốc tịch   |
| ------------------------ | --------------------- | ----------- |
| Giám đốc kĩ thuật        | Scott O'Donell        | Úc          |
| Huấn luyện viên trưởng   | Juan Torres Garrido   | Tây Ban Nha |
| Trợ lý huấn luyện viên   | Shukor Adan           | Malaysia    |
| Huấn luyện viên thể hình | Oscar Balaguer Cabeza | Tây Ban Nha |
| Huấn luyện viên thủ môn  | Yong Wai Hwang        | Malaysia    |

## Các huấn luyện viên trong lịch sử
- Chow Kwai Lam (1990–1991)
- Richard Bate (1992–1994)
- Claude Le Roy (1994–1995)
- Hatem Souissi (1997–1999)
- Allan Harris (2000–2004)
- Bertalan Bicskei (2005)
- Norizan Bakar (2005–2007)
- Bhaskran Sathianathan (2007–2009)
- Krishnasamy Rajagopal (2009–2010)
- Ong Kim Swee (2010–2015; 2017–2019)
- Frank Bernhardt (2016–2017)
- Brad Maloney (2021–2022)
- Elangowan Elavarasan (2022–2023)
- Juan Torres Garrido (2023–nay)

## Danh hiệu

### Khu vực
- Đại hội Thể thao Đông Nam Á
  -  Huy chương vàng (2): 2009 và 2011
  -  Huy chương bạc (2): 2001 và 2017
  -  Huy chương đồng (2): 2003 và 2005

### Các giải khác
- Cúp Bangabandhu
  -  Vô địch (1): 1997,[2] 2015
- Pestabola Merdeka
  -  Vô địch (2): 2007, 2013
- SCTV Cup
  -  Vô địch (1): 2012[3]